# Kristin Meyer

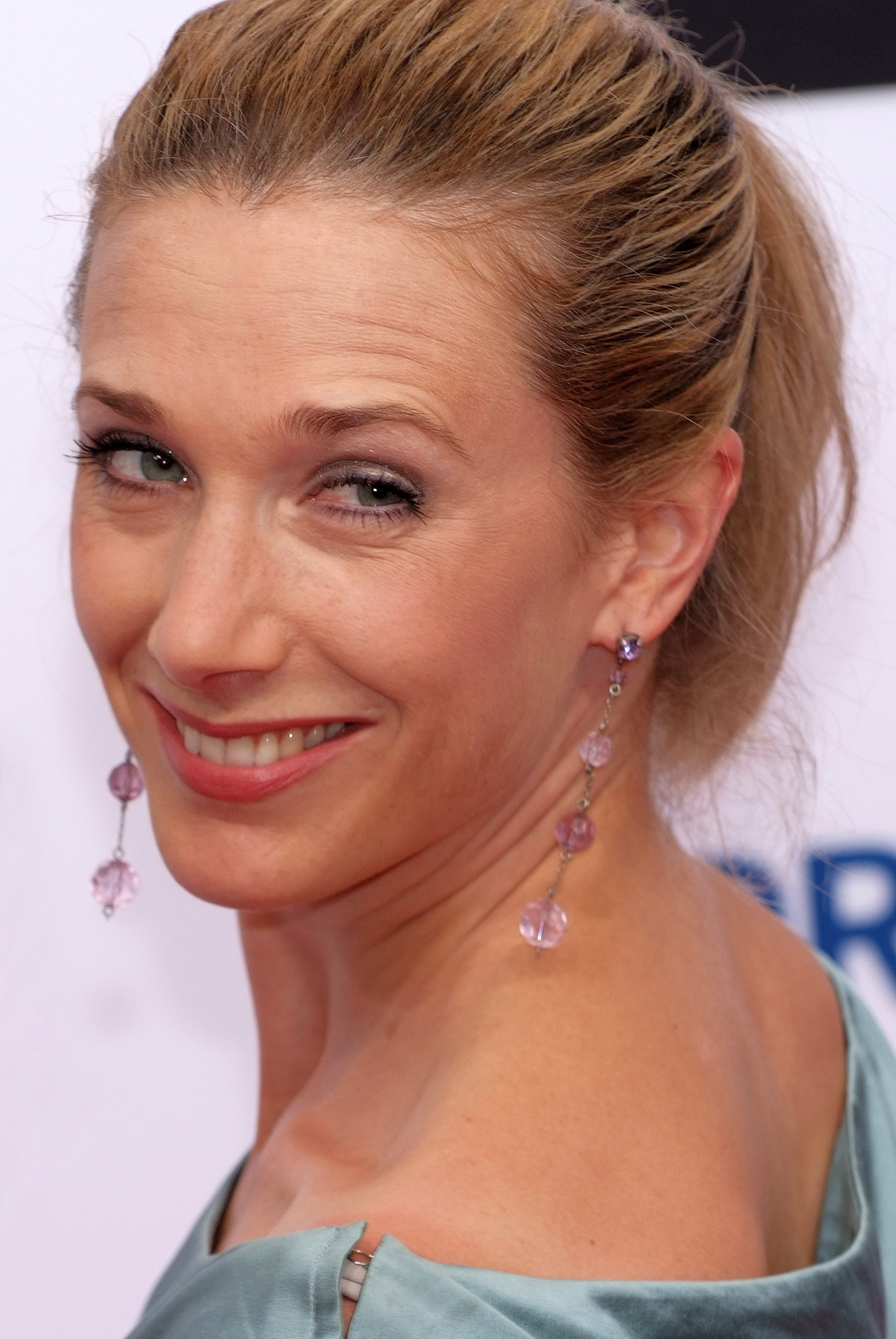
Kristin Meyer (2012)

Kristin Meyer (Dortmund, 27 juni 1974) is een Duitse actrice.
Meyer volgde een opleiding acteren en zang aan de Hogeschool voor Muziek en Theater Felix Mendelssohn Bartholdy in Leipzig. Naast gastrollen in onder meer Tatort is ze vooral in het theater actief. Regelmatig speelt ze daarin klassieke rollen, zoals die van Elisabeth in William Shakespeares stuk Richard III. Eerder woonde Meyer in Saksen en Beieren, maar voor haar werkzaamheden als kunstenares verhuisde ze naar Berlijn. 
Sinds februari 2007 speelt Meyer Iris Cöster-Conradt in de Duitse soapserie Gute Zeiten, schlechte Zeiten. Ook speelde ze Romy in Ein Fall für Nadja.

## Filmografie
- 2000: Polizeiruf 110 – Blutiges Eis (televisieserie)
- 2000: Tatort – Quartett in Leipzig (televisieserie)
- 2000: In aller Freundschaft (televisieserie)
- 2001: Wolffs Revier (televisieserie)
- 2006: Der Gast (korte film)
- 2007: Ein Fall für Nadja (televisieserie)
- 2007: Küstenwache (televisieserie)
- 2007–2010: Gute Zeiten, schlechte Zeiten (televisieserie)
- 2008: SOKO Wismar (televisieserie)
- 2008: Hallo Robbie! (televisieserie)
- 2010: Da kommt Kalle (televisieserie)
- 2011: SOKO 5113 (televisieserie)
- 2011: SOKO Leipzig (televisieserie)
- 2012: Schloss Einstein (televisieserie)
- 2012: Anna und die Liebe (televisieserie)
- 2012: Nur wer die Sehnsucht kennt (korte film)
- 2012: Der Kriminalist (televisieserie)
- 2014: Tatort – Winternebel
- sinds 2014: Ein Fall von Liebe (televisieserie)
- 2016: Ein Hologramm für den König
- 2016: Der Lehrer (seizoen 4, aflevering 11)
- 2016–2017: Unter Uns (televisieserie)
- 2019: Tierärztin Dr. Mertens (televisieserie)
- 2019: Bettys Diagnose (televisieserie) – aflevering Alles nur aus Liebe

- Gemeinsame Normdatei: 1100541101
- Virtual International Authority File: 290146462678627771854